# کوناکوفو
شهر کوناکوفو (به روسی: Конаково) در کشور روسیه و در اوبلاست ور واقع شده‌است.